# Zakaiya Hunte
Zakaiya Hunte ist eine barbadische Leichtathletin, die sich auf den Hochsprung spezialisiert hat.

## Sportliche Laufbahn
Erste internationale Erfahrungen sammelte Zakaiya Hunte bei den CARIFTA Games 2024 in St. George’s, bei denen sie mit übersprungenen 1,65 m den fünften Platz in der U20-Altersklasse belegte.
2023 wurde Hunte barbadische Meisterin im Hochsprung.